# Hùng Cường (xã)
Hùng Cường là một xã thuộc thành phố Hưng Yên, tỉnh Hưng Yên, Việt Nam.

## Địa lý
Xã Hùng Cường có vị trí địa lý:
- Phía đông giáp huyện Kim Động và xã Bảo Khê
- Phía tây giáp Sông Hồng
- Phía nam giáp phường Lam Sơn
- Phía bắc giáp xã Phú Cường.

Xã Hùng Cường có diện tích 5,29 km², dân số năm 2019 là 4.486 người, mật độ dân số đạt 847 người/km².

## Lịch sử
Ngày 6 tháng 8 năm 2013, Chính phủ ban hành Nghị định 95/NQ-CP về việc điều chỉnh toàn bộ diện tích tự nhiên và nhân khẩu của xã Hùng Cường thuộc huyện Kim Động về thành phố Hưng Yên quản lý.